# M32 戦車回収車
M32 戦車回収車（M32 TRV（Tank Recovery Vehicle）は、アメリカ合衆国の装甲回収車である。M32　ARV（Armored Recovery Vehicle）とも呼ばれる。
本項目では発展型のM74 TRVについても併せて解説する。

## 概要
M4中戦車の車体を流用した装甲回収車両で、機甲部隊に追随し、故障もしくは損傷した戦車の救出、応急修理を行うための装備である。第二次世界大戦後半-朝鮮戦争にかけて使用され、第二次大戦後はM4がアメリカ軍の他、世界各国に供与されたのと併せてM32も広く世界各国に供与された。
重砲牽引用の高速牽引車の不足を補うため、回収装備を撤去したM34 砲牽引車（M34 PrimeMover）に改装された車両が少数生産されている。

## 開発・運用
M4中戦車が制式化されることに合わせ、M3中戦車改造のM31 戦車回収車の後継としてG-185の計画名称で開発された。1943年にはT5の名称が与えられた試作車の仕様が固まり、基体車両のM4はエンジンの形式の差異により多くのバリエーションがあったため、T5もエンジンの形式の異なる各種の試作車が製作され、1943年12月9日にはM32の名称で制式化された。
1943年12月には最初の量産型であるM32B1の生産（もしくは既存車よりの改造）が開始され、1945年の大戦終結までに各形式を合わせて約1,500両が新造もしくはM4よりの改造により生産された。初期生産車を実戦で運用した結果に基づき、後期の生産車にはいくつかの改良が加えられている。
部隊配備は1944年3月より開始され、M4及びM4の派生型車両を装備する部隊に配備が進められたが、第二次世界大戦中には全ての部隊でM31との更新が完了せず、M31とM32は並行して装備された。現場ではM32よりもM31の方が使い勝手が良い、との評価もあった。
第二次大戦後は朝鮮戦争でも用いられ、アメリカ軍では1950年代初頭に後継のM74 装甲回収車が制式化され、1950年代に順次置き換えられるまで主力装甲回収車として装備されていた。M4が州兵部隊も含めて完全に退役し、併せてM32の全車が退役したのは朝鮮戦争後の1950年代末のことである。
大戦後、M4が世界各国に供与されたのと併せてM32も広く世界各国に供与され、それらの国では長らく使われた。退役後、民間に払い下げられて装軌式のクレーン車や重牽引車として使用されたものも存在する。

### 陸上自衛隊での運用
陸上自衛隊にも1954年より80両がM4A3E8と共に供与され、M4以外の車両を装備する戦車・自走砲部隊でも広く用いられた。
中古車両のため状態の悪いものが多いことと、空冷星型ガソリンエンジンは発火事故が多発するために部隊での運用には困難が多く、1960年代も半ばを過ぎると予備部品の調達に難を生じ、稼働率の維持に苦労したが、陸上自衛隊唯一の戦車回収車として機甲科の部隊運用を支えて活躍した。
国産の61式戦車が開発・導入されると61式の派生型として70式戦車回収車が開発されたが、予算不足のために少数生産に終わったため、M32はその後も1970年代を通して使用され、1980年をもって全車が退役した。

## 特徴

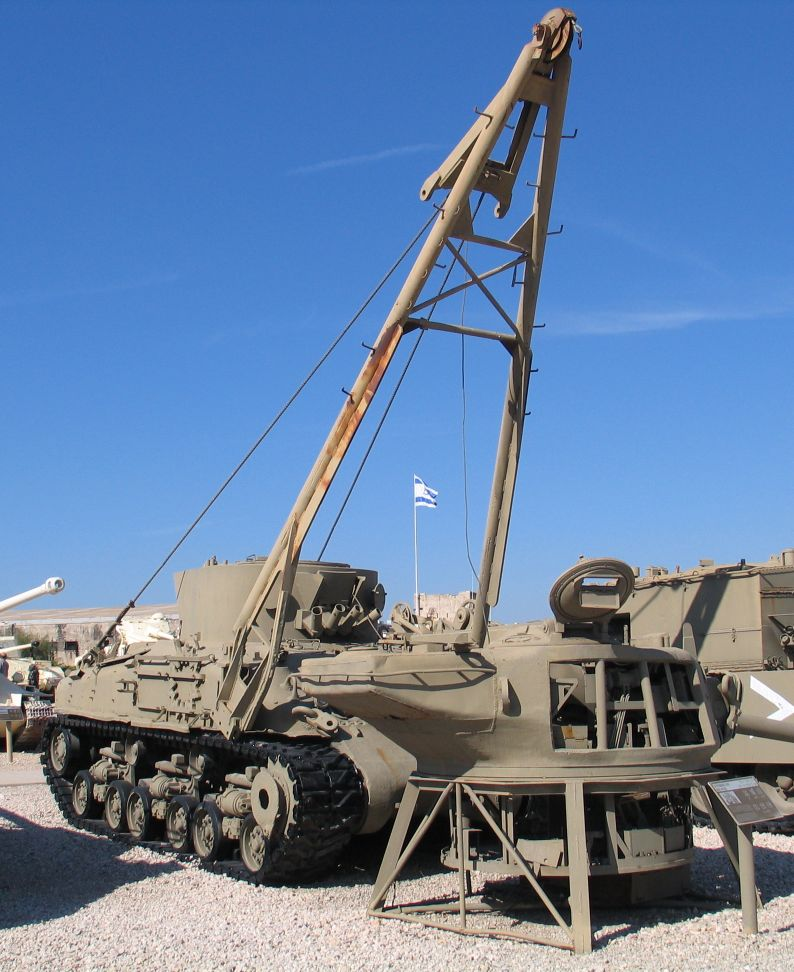
クレーンを展開してM4中戦車の砲塔を吊り上げようとする状態で展示されるM32
（鋳造型車体、HVSS型懸架装置装備の車両）

M4中戦車の砲塔を撤去して車体内部にウインチを増設、上面に円周状の開口部とM4の初期型のものと同じ車長用ハッチを備えた準オープントップの砲塔型戦闘室（旋回はできない）を搭載し、Aフレーム形と呼ばれる全長18フィート（約5.5メートル）の枠形クレーンを装備したもので、クレーンの起倒は基部右側の起倒ワイヤー引掛部を右起動輪外側に装備されているボビンにワイヤーで結んだ状態で車両が前/後進する事によって行われる。クレーンは先端部に小型のAフレーム形支持脚を備えており、これを車体に結合することで後方に倒した状態でも用いることができた。
牽引用ウインチは最大で60,000ポンド（27.22トン）の牽引力を発揮でき、クレーンは展開した状態で最大30,000ポンド（13.61トン）の物体を吊り上げる事ができ、20,000ポンド（9,072kg）までのものを吊り上げたまま移動することができた。なお、クレーンで10,000ポンド（4,536kg）以上のものを吊り下げる場合には、左右3つのサスペンションボギーのうち最前部と最後部を固定する必要があり、そのための固定機構を装備している。
クレーンの他に大小2種類の棒型牽引具（DrowBarと呼ばれる）を備え、車体前部及び後部には牽引用のピントルフックが装備されている。車両の任務性格上、車体や戦闘室の側面には各種予備部品が搭載され、各所に工具箱や備品箱が増設されている。ピントルフックを用いた場合の牽引力は最大72,000ポンド（32.66トン）である。
戦闘中に回収作業を行う状況に備え、戦闘室天面の開口部には12.7mm重機関銃M2のリングマウント式銃架を装備し、車体上部正面には煙幕弾投射用のM2 60mmもしくはM1 81mm迫撃砲（携行弾数30発）を搭載している。車体前部右側の7.62mm重機関銃M1919用の車体機銃用ボールマウントはほとんどの車両にそのまま装備されているが、車体機銃自体は装備していない車両が多い。また、戦後にアメリカ軍以外で使用された車両では、煙幕展開用に迫撃砲ではなく専用の煙幕弾発射装置を追加装備しているものが多い。
回収装備以外の部分は基本的にM4と同一だが、基体となったM4の仕様が多岐に渡っているのと同様に、車体や懸架装置、エンジンの形式に多くのバリエーションがあり、M4がそうであったように修理の過程で各所の仕様が混在しているものも多い。供与された国で独自に各形式の仕様を混載して改良された車両も数多く存在する。

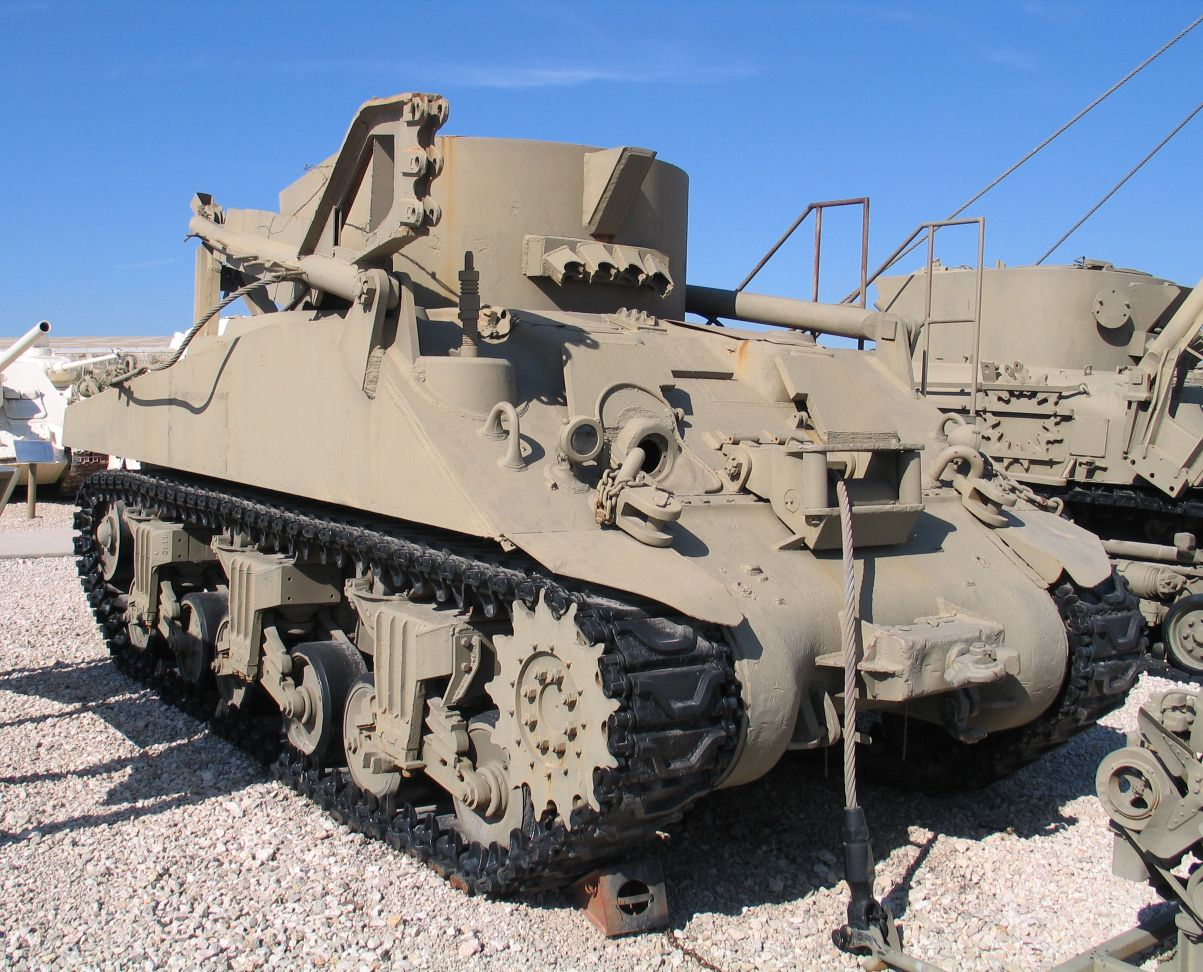
VVSS型懸架装置、溶接型車体の車両
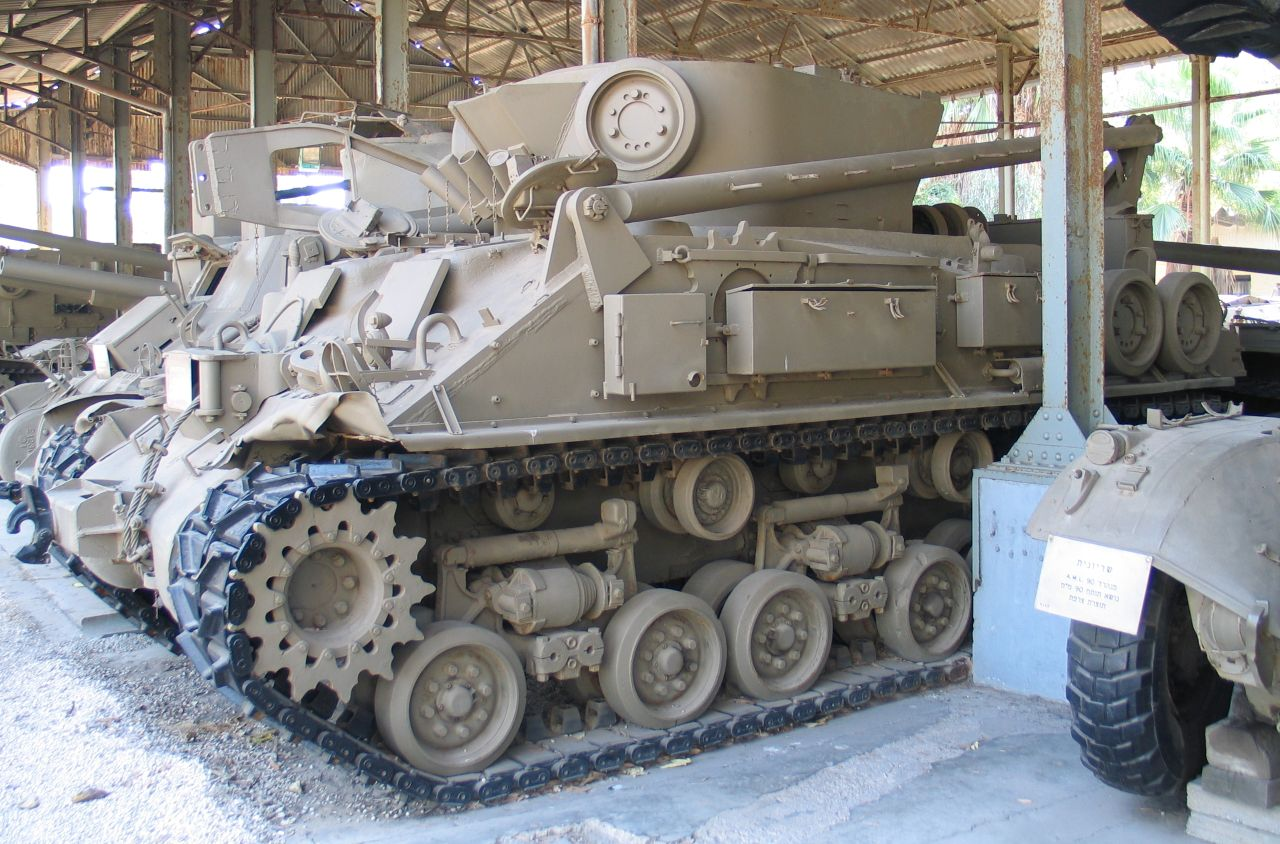
HVSS型懸架装置、溶接型車体の車両

## 各型及び派生型

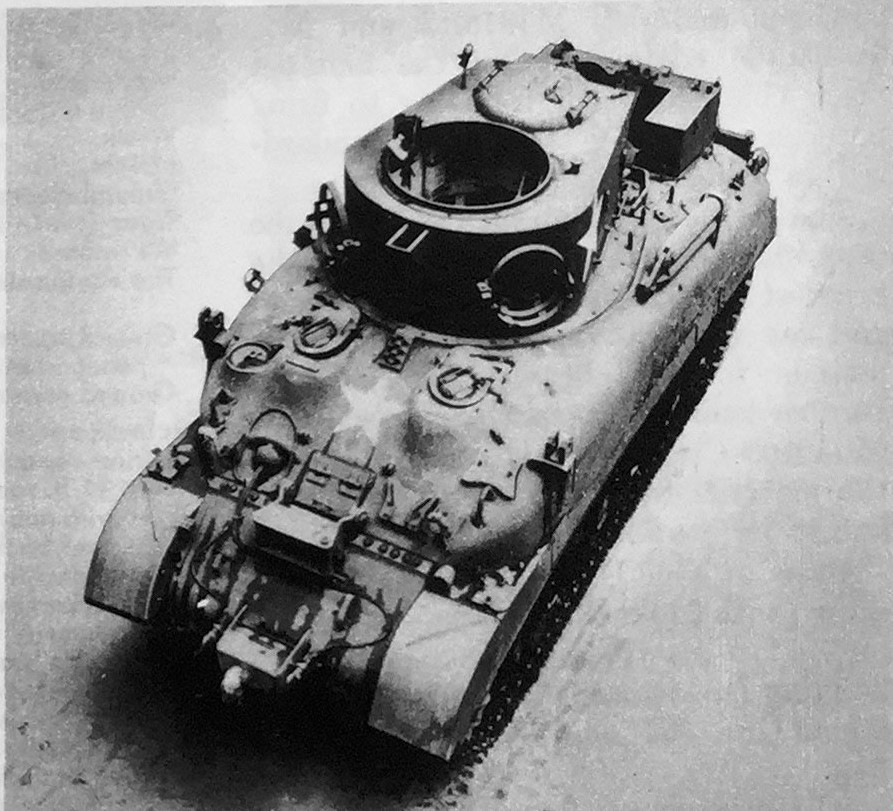
M34 砲牽引車

T5
試作型。初期型溶接車体、3ピース型デファレンシャルギアカバーのM4初期型車両を改造して製作された。量産型に比べ、戦闘室が曲面のない平面溶接構造となっているのが特徴である。
T5の試作車は後に地雷処理装置のテストベッド車に転用された。
T5E1
M4A1がベース車体の試作型。制式化されM32B1となる。
T5E2
M4A2がベース車体の試作型。制式化されM32B2となる。
T5E3
M4A3がベース車体の試作型。制式化されM32B3となる。
T5E4
M4A4がベース車体の試作型。制式化されM32B4となるが、試作車1両のみが製造された。
M32
（Sherman ARV III Mk.I）
M4より改造された車両。コンチネンタル社製 R975-C1 星型9気筒空冷ガソリンエンジン（400馬力）搭載。
1944年1月よりデトロイト戦車工廠（Detroit Tank Arsenal）及びプレスドスチール社において163両が生産された。
M32A
M32のエンジンをM4A3型と同じフォード社製 GAA V型8気筒液冷ガソリンエンジン（500馬力）に換装した型。迫撃砲を撤去し、クレーンの起倒方式を改良している。
他の型とは、車体上面のエンジングリル及び車体後面パネルの差異、戦闘室前面のウインチワイヤー繰出部が拡大されていること、車体前面上部にワイヤー支持架台が新設されていること、及びクレーン右側基部の起倒ワイヤー引掛部と右起動輪外側のボビンがないことで識別できる。
M32B1
（Sherman ARV III Mk.II）
M4A1より改造された車両。コンチネンタル社製 R975-C4 星型9気筒空冷ガソリンエンジン（460馬力）搭載。M4A1が元になっているためにほぼ全車が鋳造車体となっている。大多数の生産車はこのB1型である。
1943年12月よりプレスドスチール社、連邦機械溶接社（Federal Machine and Welder Company）、ボールドウィン機関車製造所の3社により1,055両が生産された。
M32A1B1
M4A1より改造された車両で、生産時よりHVSS型懸架装置を持つ型。
1945年5月よりボールドウィン機関車製造所により37両を生産。
M32B2
M4A2より改造された車両。ゼネラルモーターズ社製 GM6046 直列6気筒2ストローク液冷ディーゼルエンジン2基（計443馬力）を搭載。
1943年6月よりリマ機関車製造所により26両を生産。
M32B3
M4A3より改造された車両。フォード GAA液冷V型エンジン搭載。
1944年5月よりリマ機関車製造所及びプレスドスチール社により318両を生産。
後に60両がM74B1に再改造されている。
M32A1B3
M4A3より改造された車両で、生産時よりHVSS型懸架装置を持つ型。
1945年5月よりボールドウィン機関車製造所及びインターナショナル・ハーベスター社により80両を生産。
戦後、何両かはM74 戦車回収車の試作車であるT74に改造され、制式採用後M74B1として再就役している。
M32B4
M4A4を元とした車両。クライスラー社製 A-57"マルチバンク" 複列30気筒液冷ガソリンエンジン（直列6気筒ガソリンエンジン5基結合、計425馬力）搭載。
制式化されたものの、「エンジンの構成が複雑すぎて整備運用に問題がある」という理由によりM4A4がアメリカ軍ではほとんど運用されなかったため、本車も試作車1両のみが完成したに留まった。
※VVSS（垂直渦巻スプリング式サスペンション）型懸架装置を装備する車両から改造されたものは後にHVSS（水平渦巻スプリング式サスペンション）型の懸架装置に換装しているものがあり、それらはそれぞれ
M32A1
（Sherman ARV III Mk.IY）
M32より改造された車両
M32A1B2
M4A2より改造された車両
と呼ばれる。
また、第二次世界大戦後も使用された車両の多くにはM32Aに準じた改修が行われており、M32Aと同様に戦闘室前面のウインチワイヤー繰出部が拡大されている他、クレーンが起倒ワイヤー引掛部のないものに交換されている。

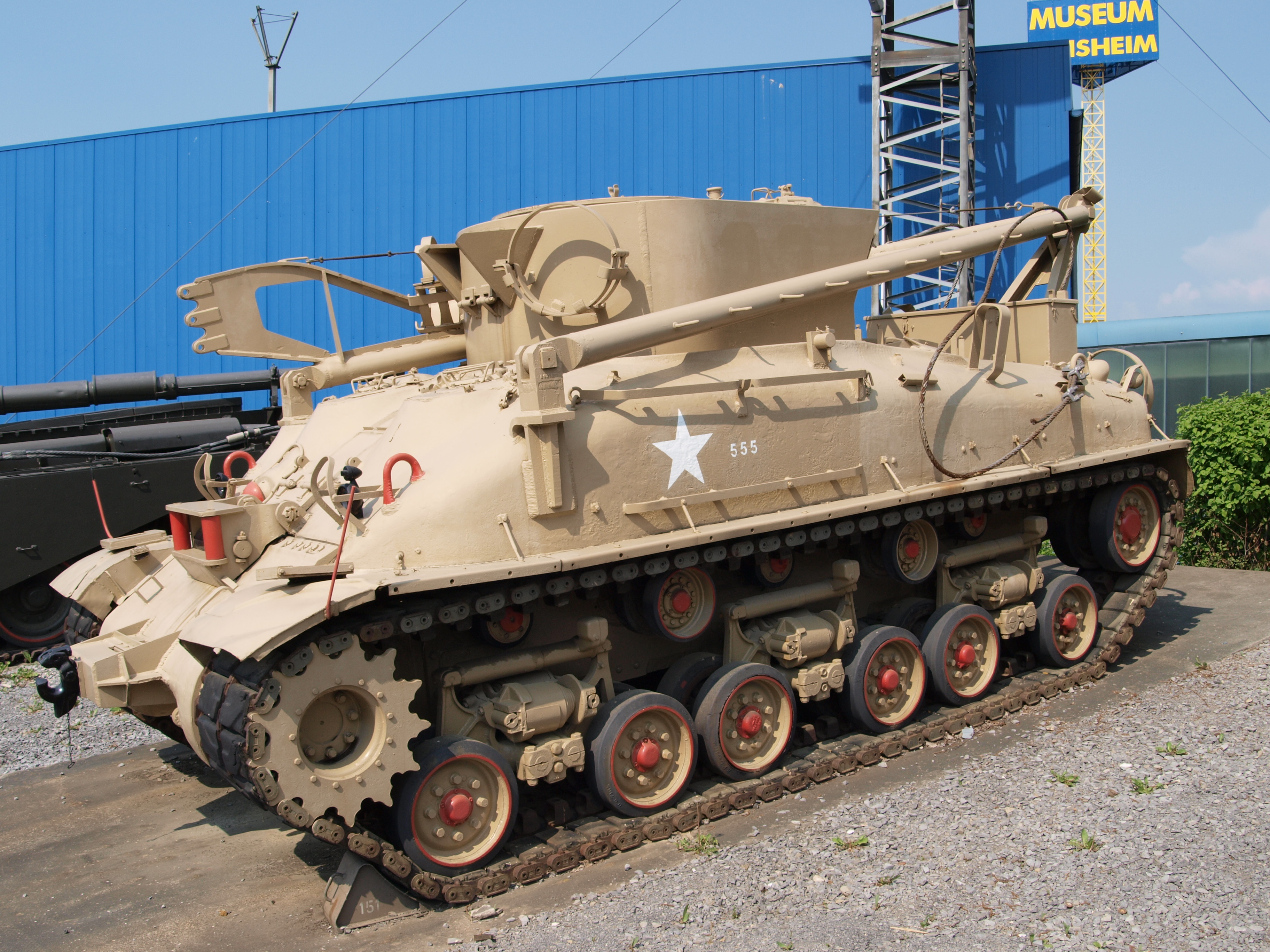
M32B1 HVSS型懸架装置装備の車両
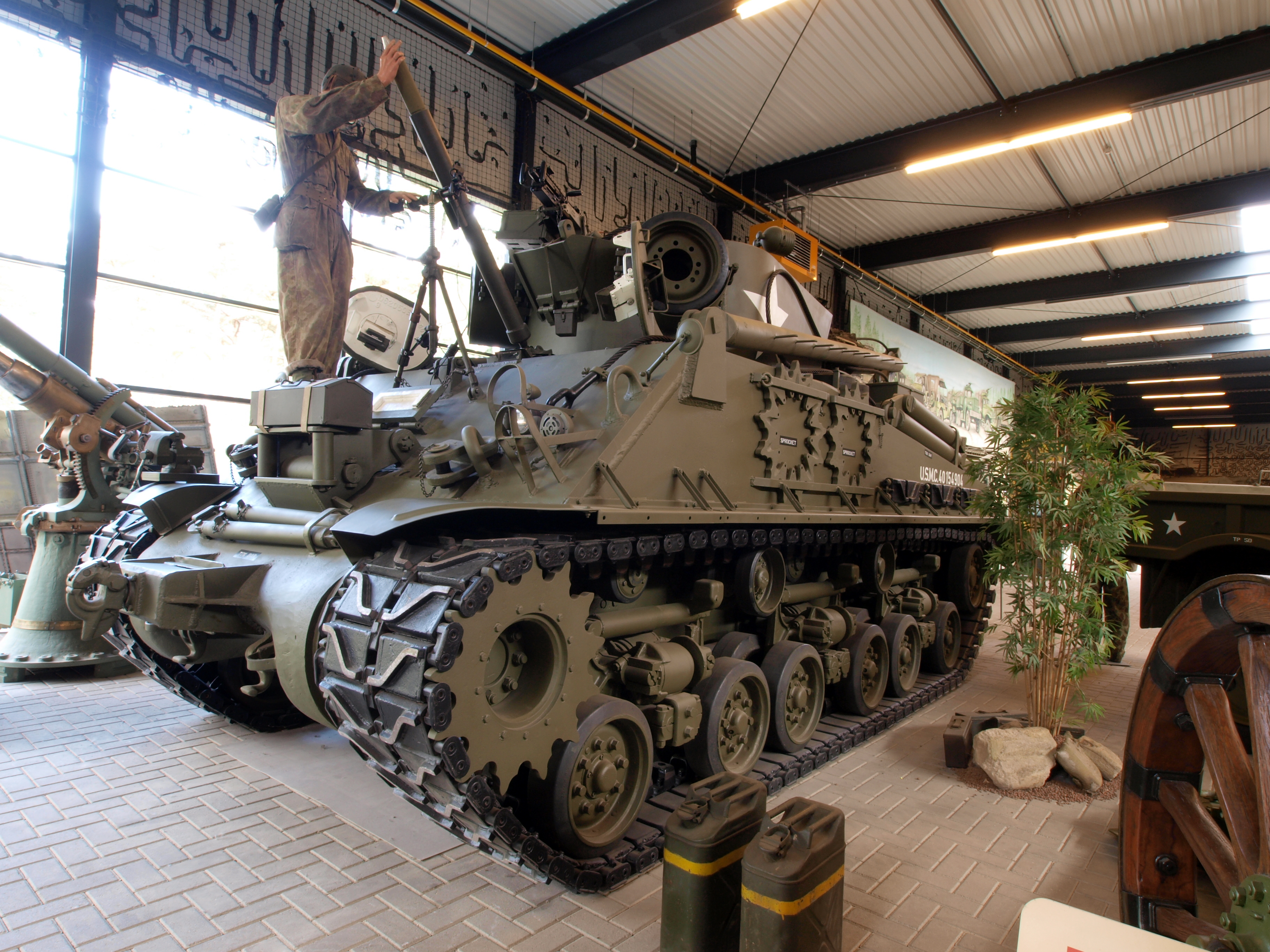
M32B3 オランダ海兵隊の装備していた車両

M34 砲牽引車（M34 PrimeMover）
クレーンを撤去して装甲牽引車に改装した型。
配備が遅延したM6高速牽引車の代理として砲兵部隊での重砲牽引及び支援などに用いるために急遽生産された。
1944年6月までにチェスター補給廠にてM32B1より24両が改造されたが、実戦ではほとんど使われることなく終わった。

## その他
イギリス軍およびイギリス連邦軍に供給されたM32は「Sherman ARV III」の名称で呼ばれている。また、イスラエルではM4中戦車を独自改良したM1/50 スーパーシャーマンの各型をM32に準拠した戦車回収車に改造した車両も使われており、これらの車両も「M32」と呼称されている。

## M74 戦車回収車

### 概要
第二次世界大戦後、アメリカ軍の主力戦車がM4中戦車からより大型で重いM26/M46に更新されたことに合わせ、M26の車体を用いた装甲回収車として「T12 TRV」が開発されたものの量産されなかったため、M32の後継として基本的な構成はほぼ同じだがベースとなる車体をM4A3E8型に統一し、回収用機材の能力を強化したM74 戦車回収車（M74 TRV（Tank Recovery Vehicle、M74ARV（Armored Recovery Vehicle）とも呼ばれる）が開発されている。

### 開発・配備

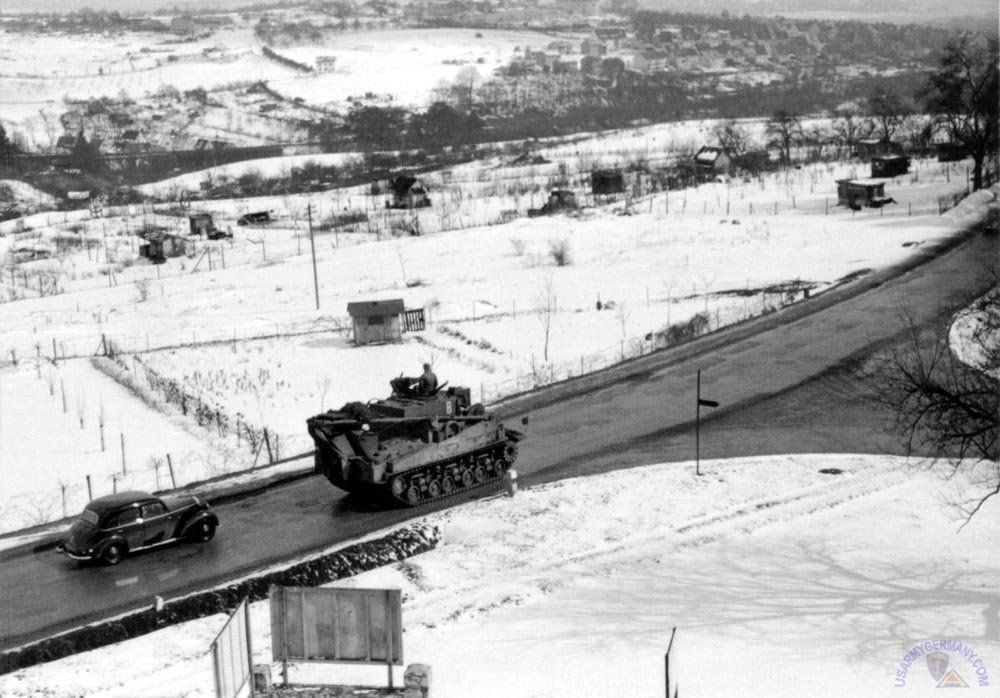
1954年、配備まもない頃のM74
ドイツ、ウルム郊外での撮影

T74の試作名称でM32B3の懸架装置をHVSS型に換装した車両（M32A1B3）より開発され、1952年にM74 TRVとして制式化された。1954年-1955年にかけて約1,000両が生産された他、1958年までに少数が既存のM32B3より改造されて製造されており、これらはM74B1の形式番号で呼ばれる。
1954年2月より主にM47を装備する部隊に配備され、アメリカ軍以外にもいくつかの西側諸国に供与された。後に、スペインなどではエンジンをデトロイトディーゼル社製 8V-71T 2ストロークV型8気筒液冷ディーゼルエンジン（405馬力）に換装する改良が行われている。
アメリカ軍では更に大型大重量のM48が開発されたことに伴い、M48の回収車型であるM88装甲回収車に更新される形で1960年代半ばから退役が進んだが、アメリカ軍以外で使用された車両には1980年代まで現役で使用されたものも存在する。また、M32同様に民間に払い下げられて装軌式のクレーン車や重牽引車としても使用されている。

### 構成
M74はM32と同様の構造を持つが、吊上用と牽引用の2基のウインチを持ち、クレーンの吊上能力を静止55,000ポンド（24.95トン）/移動25,000ポンド（11.34トン）、主ウインチの牽引能力を90,000ポンド（42.83トン）に強化し、クレーンの起倒を油圧シリンダーを用いた動力作動式に改良、車体前面に作業時の安定性向上のために駐鋤（スペード）を装備している。前照灯などの細部装備品も更新され、赤外線前照灯と暗視装置を装備している。
戦闘室上面は開口部のない密閉型となり、M4A3E8の砲塔に装備されているものに類似した機銃マウント付きキューポラを装備している。この他、戦闘室前面が円筒形状から角型形状となり、牽引能力10,000ポンド（4.5トン）、吊り下げ能力2,000ポンド（900kg）をもつ油圧駆動式ウインチが装備された。このウインチは汎用として様々な用途に用いられ、駐鋤の展開/収納にも使用される。

## 登場作品
『西武新宿戦線異状なし DRAGON RETRIEVER』
押井守原作、おおのやすゆき作画の漫画作品。作中に準同型車両が登場する。
作中の台詞では「型式不明の戦車回収車」となっており、M32とは明記されていない。画としてはM32B1の車体に戦闘室ではなくM4(76)中戦車の76.2mm砲塔を搭載し、主砲に76.2mm砲ではなく短砲身の工兵用破砕砲を搭載した、M32TRVとM4(76)中戦車の特徴の混ざったデザインの車両である。
『パットン大戦車軍団（原題：Patton）』
バストーニュ救出作戦のシーンに米軍車両の1つとしてM74 TRVが登場する。ロケ地のスペイン軍に供与された車両である。

### ゲーム
『トータル・タンク・シミュレーター』
米国、フランス、イタリア、ポーランドの回収車M32として登場。